# Ga Uông Bí
Ga Uông Bí là một nhà ga xe lửa tại phường Uông Bí, tỉnh Quảng Ninh. Nhà ga là một điểm của đường sắt Kép - Cái Lân và nối với ga Yên Dưỡng với ga Bàn Cờ.
| Ga trước Yên Dưỡng | Đường sắt Việt Nam Đường sắt Kép - Cái Lân | Ga sau Bàn Cờ |